# لیون لابرباخ

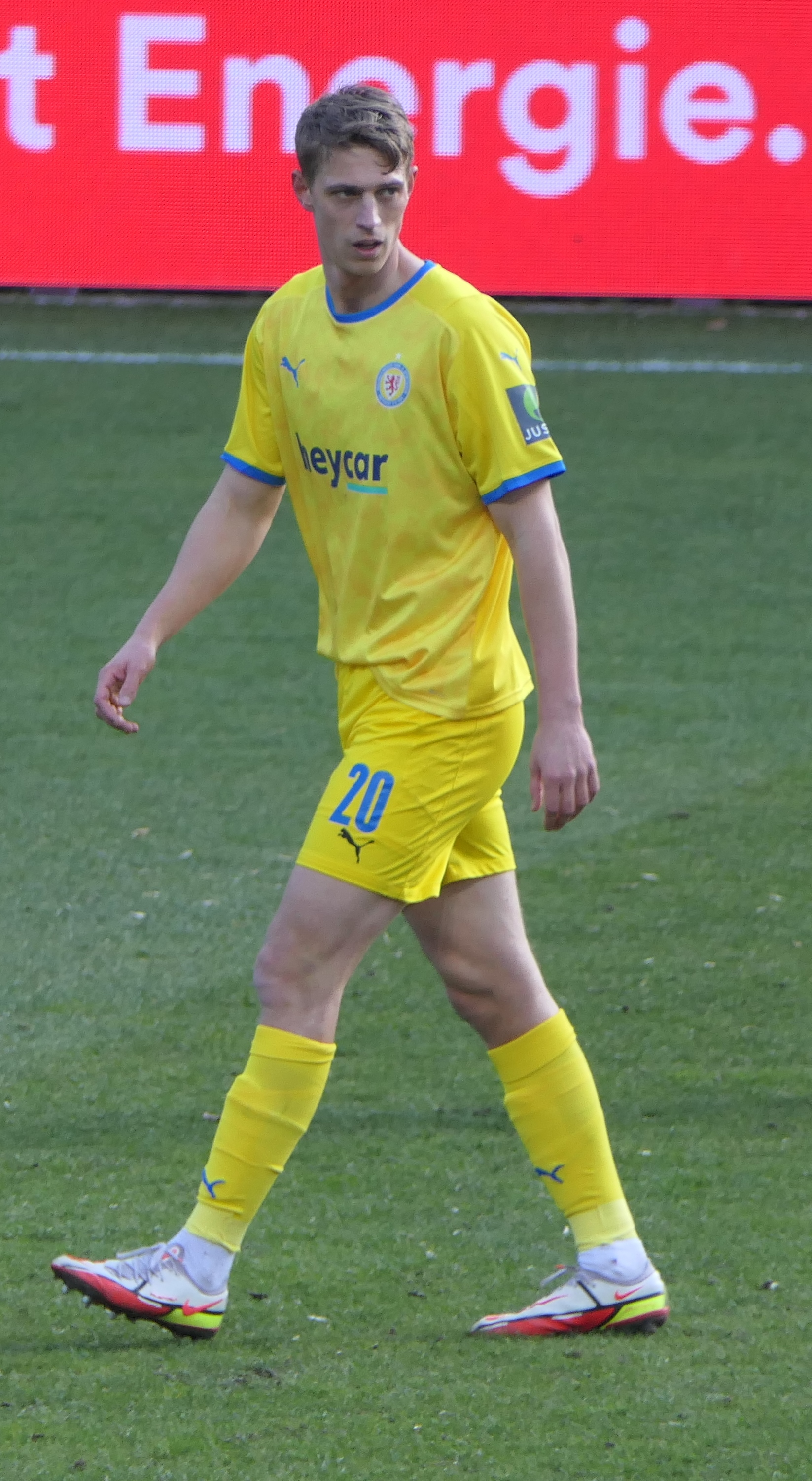
لیون لابر باخ در جریان بازی مارس ۲۰۲۲

لیون لابرباخ (انگلیسی: Lion Lauberbach؛ زادهٔ ۱۵ فوریهٔ ۱۹۹۸) بازیکن فوتبال اهل آلمان است.
از باشگاه‌هایی که در آن بازی کرده‌است می‌توان به باشگاه فوتبال قوت-وایس ارفورت اشاره کرد.